# Finley Heights
Finley Heights är en kulle i Antarktis. Den ligger i Västantarktis. Argentina, Chile och Storbritannien gör anspråk på området. Toppen på Finley Heights är 1 105 meter över havet, eller 565 meter över den omgivande terrängen. Bredden vid basen är 13,9 km.
Terrängen runt Finley Heights är huvudsakligen kuperad, men åt sydost är den bergig.  Trakten är obefolkad. Det finns inga samhällen i närheten.